# Pszonak Wittmanna

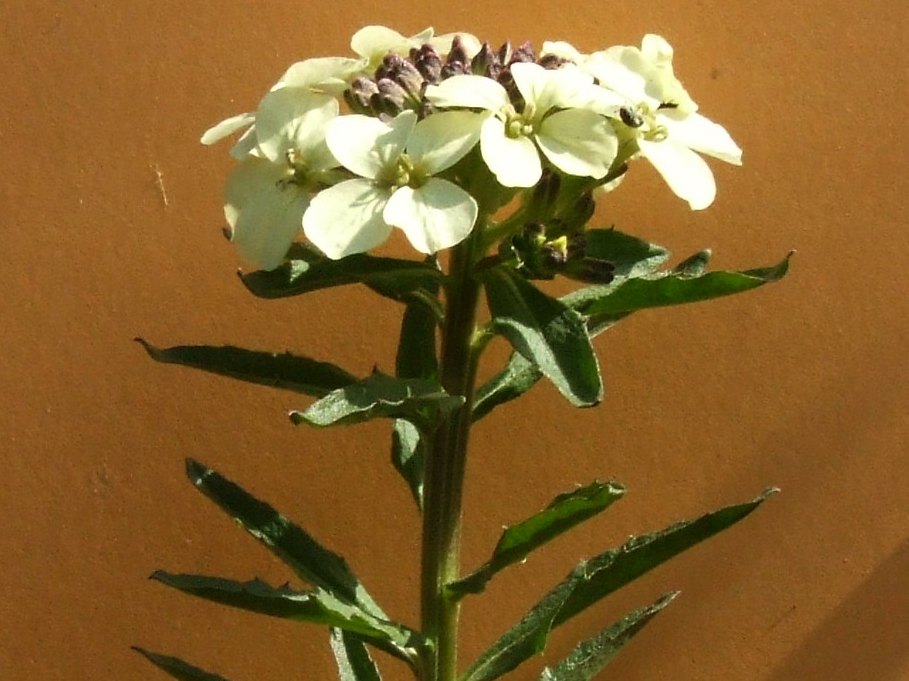
Kwiaty

Pszonak Wittmanna (Erysimum witmannii Zaw.) – gatunek rośliny  należący do rodziny kapustowatych. Endemit karpacki (występuje wyłącznie w Karpatach). W Polsce występuje tylko w Pieninach, wyłącznie na obszarze Pienińskiego Parku Narodowego, najliczniej w Pieninach Centralnych.

## Morfologia
PokrójRoślina o wysokości 15–50 cm z pojedynczą łodygą i różyczką liści odziomkowych zachowanych w czasie kwitnienia. Cała jest szarozielona,  przylegająco owłosiona krótkimi i niemal wyłącznie gwiazdkowatymi włoskami.
ŁodygaPojedyncza,  w górnej części słabo rozgałęziona. Jest gęsto ulistniona i przylegająco owłosiona.
LiścieUlistnienie skrętoległe i gęste. Liście lancetowate lub równowąskie z rzadko rozmieszczonymi, ostrymi, wybitnymi ząbkami. Są owłosione gwiazdkowatymi włoskami.
KwiatyPromieniste, jasnożółte, wonne, zebrane na szczycie łodygi w gęste grona. Szypułki kwiatowe o długości kielicha, lub krótsze.  Płatki o długości 18–22,5 mm, znamiona słupka mniej lub bardziej dwudzielne. Działki długości 8,5–12 mm, przeważnie fioletowo nabiegłe na końcach.
OwocProsto wzniesione, równowąskie, czworograniaste łuszczyny pokryte dwudzielnymi, wrzecionowatymi włoskami przyczepionymi środkiem, o ramionach skierowanych równolegle do długości łuszczyny.

## Ekologia
Rośnie w szczelinach skalnych, na wapiennych skałach i usypiskach, zarówno w miejscach słonecznych, jak i zacienionych. W Polsce rośnie w reglu dolnym. W klasyfikacji zbiorowisk roślinnych gatunek charakterystyczny dla zespołu roślinności Dendranthemo-Seslerietum.
W Pieninach występuje dość licznie i nie jest zagrożony.

## Biologia
Przeważnie jest rośliną dwuletnią, rzadziej byliną. W pierwszym roku wytwarza tylko zimującą różyczkę liściową, w drugim roku kwitnącą łodygę. Po przekwitnieniu przeważnie ginie. Kwitnie obficie od maja do lipca. Jest owadopylny i wytwarza bardzo wiele nasion. Nasiona te wysiane w ogrodzie kiełkowały bardzo dobrze, jednak wyrosłe z nich rośliny rosły zbyt bujnie, pokładały się i gniły, wskutek czego zawiązane nasiona nie dojrzewały. Liczba chromosomów 2n = 14.

## Zagrożenia i ochrona
Umieszczony na polskiej czerwonej liście w kategorii NT (bliski zagrożenia).